# Hochwasserschutzraum
Der Hochwasserschutzraum oder auch Hochwasserrückhalteraum ist der Teil des Stauraums einer Talsperre, der ausschließlich dem Hochwasserschutz gewidmet ist.  Üblicherweise handelt es sich hierbei um die oberste Lamelle (Schicht) des Stauraums.

## Weitere Stauräume
Bei reinen Hochwasserrückhaltebecken ist oft der gesamte Stauraum als Hochwasserschutzraum ausgewiesen, und die Becken werden im normalen Betrieb vollkommen leer gehalten.
Dagegen wird bei größeren Talsperren der Stauraum häufig für verschiedene Funktionen aufgeteilt (Hochwasserschutz, Niedrigwasseraufhöhung, Stromerzeugung, Trinkwassergewinnung), und ein Betriebsplan regelt die verschiedenen Nutzungen. 

## Abhängigkeit von Jahreszeiten
Der Hochwasserschutzraum kann während des Jahresverlaufs variieren: häufig wird in den hochwassertypischen Jahreszeiten ein größerer Hochwasserschutzraum vorgesehen, der in hochwasserarmen Jahreszeiten zurückgehen kann, bei einigen Talsperren auch auf Null.

## Entleerung
Wenn der Hochwasserschutzraum durch ein Hochwasser gefüllt oder teilgefüllt wurde, muss er möglichst schnell wieder entleert werden. Dies geschieht durch entsprechende Erhöhung der Unterwasserabgabe. Da der Hochwasserschutzraum möglichst schnell wieder frei gemacht werden soll, kann schon diese Abgabeerhöhung von den Unterliegern als kleines Hochwasser empfunden werden. 

## Bemessung
Da Stauvolumina teuer sind, wird der Hochwasserschutzraum in der Regel eher knapp bemessen.
Kommt es trotz des Vorhaltens eines Hochwasserschutzraumes zum Überlaufen der Talsperre, so war in der Regel das zulaufende Hochwasser größer als das hier ursprünglich vorgesehene Bemessungshochwasser. Häufig kommt es auch zum Anspringen der Hochwasserentlastungsanlage, wenn mehrere Hochwässer kurz hintereinander kommen und der Hochwasserschutzraum noch nicht wieder frei gefahren werden konnte. 

## Gewöhnlicher Hochwasserschutzraum
Der „gewöhnliche Hochwasserschutzraum“ (nach DIN 19700), auch „kontrollierbarer Hochwasserschutzraum“ genannt, ist der Teil des Stauraums, der unterhalb des Niveaus der Überlaufschwelle liegt.

## Außergewöhnlicher Hochwasserschutzraum
Mit dem „außergewöhnlichen“  (nach DIN 19700) bzw. „unkontrollierbaren Hochwasserschutzraum“ ist das Volumen oberhalb des Niveaus der Überlaufschwelle bzw. der Hochwasserentlastungsanlage gemeint, welches durch die Höhe des Überlaufes entsteht. Das Volumen des unkontrollierbaren Hochwasserschutzraums entspricht der Differenz zwischen Gesamtstauraum und Stauraum.
Durch die Retentionswirkung des außergewöhnlichen Hochwasserschutzraums kann eine Talsperre  ein Hochwasser immer noch stark dämpfen, obwohl ihre Hochwasserentlastungsanlage bereits überläuft.